# Malnesfjorden
Malnesfjorden er en ca. 12 kilometer lang fjord på den nordvestlige del af øenLangøya, mod nordøst i Bø kommune i Vesterålen, Nordland  fylke  i Norge. Indløbet ligger mellem Hovden i nordvest og Godvika i nordøst.